# 蘭達爾 (愛荷華州)
蘭達爾（英語：Randall）是一個位於美國愛荷華州漢密爾頓縣的城市。

## 地理
蘭達爾的座標為42°14′15″N 93°36′09″W / 42.23750°N 93.60250°W，而該地的平均海拔高度為311米（即1020英尺）。

## 人口
根據2010年美國人口普查的數據，蘭達爾的面積為1.06平方千米，當中陸地面積為1.06平方千米，而水域面積為0.00平方千米。當地共有人口173人，而人口密度為每平方千米163人。